# Davidof Island
Davidof Island (aleutisch: Qanan-tana) ist eine unbewohnte Insel und gehört zu den Aleuten, genauer gesagt zur Inselgruppe der Rat Islands. Die meist steilen und felsigen Küsten der Insel umschließen ein Plateau, das sich bis auf 328 m Höhe erhebt. Lediglich im Südwesten des Eilandes existiert ein Sandstrand.

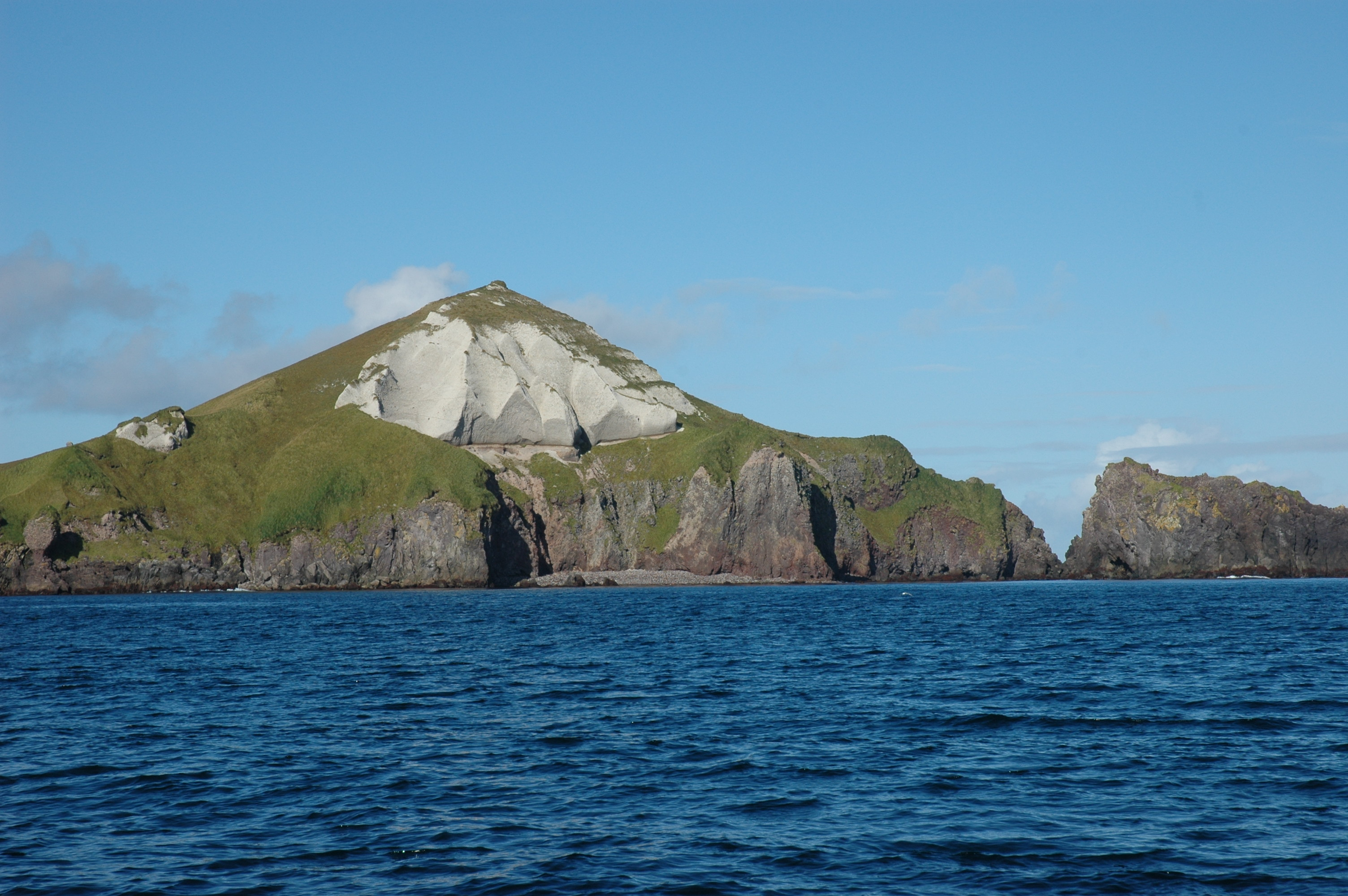
Davidof Island

## Vulkanismus
Davidof ist wie die kleinen Nachbarinseln Lopy und Pyramid der Überrest eines Calderarandes. Die Caldera war Teil eines Vulkans, der im Tertiär infolge eines explosiven Ausbruchs zum größten Teil zerstört wurde.